# Coupe de Tunisie masculine de basket-ball 2016-2017
Navigation
Coupe de Tunisie 2015-2016 Coupe de Tunisie 2017-2018
La coupe de Tunisie 2016-2017 est la 61e édition de la coupe de Tunisie masculine de basket-ball, compétition à élimination directe mettant aux prises des clubs de basket-ball amateurs et professionnels affiliés à la Fédération tunisienne de basket-ball.

## Demi-finales
| Date          | Équipe à domicile        | Équipe à l'extérieur         | Score |
| ------------- | ------------------------ | ---------------------------- | ----- |
| 4 avril 2017  | Club africain            | Union sportive monastirienne | 56-67 |
| 22 avril 2017 | Étoile sportive de Radès | Étoile sportive du Sahel     | 67-56 |

## Finale
| Date        | Lieu  | Équipe à domicile        | Équipe à l'extérieur         | Score |
| ----------- | ----- | ------------------------ | ---------------------------- | ----- |
| 20 mai 2017 | Radès | Étoile sportive de Radès | Union sportive monastirienne | 71-67 |

- Points marqués :
  - Étoile sportive de Radès : Kelvin Matthews (21), Mourad El Mabrouk (13), Mohamed Hadidane (9), Dustin Salisbery (9), Omar Abada (8), Amine Rzig (8), Amine Maghrebi (3)
  - Union sportive monastirienne : Ahmed Trimech (14), Firas Lahyani (12), Hosni Saied (12), Saif Aissaoui (7), Evariste Shonganya (7), Julius Coles (6), Eskander Bhouri (6), Jad Jaouadi (3)

## Champion
- Étoile sportive de Radès
  - Président : Adel Ben Romdhane
  - Entraîneur : Adel Tlatli
  - Joueurs : Omar Abada, Mourad El Mabrouk, Kelvin Matthews, Marouan Kechrid, Mohamed Abbassi, Dustin Salisbery, Mohamed Hadidane, Amine Rzig, Amine Maghrebi, Achref Gannouni, Amrou Bouallegue, Ahmed Smaali, Hosni Ilahi, Louay Roudesli, Mohamed Khalil Hajri, Zouahir Senoussi, Bilel Saddadi

## Autres
- Meilleur joueur de la finale : Firas Lahyani